# Edward Czapiewski
Edward Czapiewski (ur. 5 września 1946 w Zalesiu) – polski historyk, profesor nauk humanistycznych, wykładowca akademicki, działacz opozycji demokratycznej w okresie PRL.

## Życiorys
W 1971 ukończył studia z zakresu historii na Wydziale Filozoficzno-Historycznym Uniwersytetu Wrocławskiego. Na tej samej uczelni w 1982 uzyskał stopień naukowy doktora (na podstawie pracy Koncepcje polityki zagranicznej konserwatystów polskich w latach 1918–1926), w 2001 habilitował się w oparciu o rozprawę zatytułowaną Między buntem a ugodą. Kształtowanie się poglądów politycznych Józefa Ignacego Kraszewskiego. W 2013 otrzymał tytuł profesora nauk humanistycznych. W pracy naukowej zajął się zagadnieniami z zakresu historii Rosji oraz historii Polski i powszechnej w XIX i XX wieku.
Na początku lat 70. pracował jako stażysta na Uniwersytecie Śląskim w Katowicach. Od 1972 do 2006 był zawodowo związany z Instytutem Historycznym UWr, od 2004 na stanowisku profesora. W 2006 objął profesurę w Dolnośląskiej Szkole Wyższej.
Od końca lat 60. był członkiem komunistycznych organizacji młodzieżowych, w latach 1968–1981 należał do PZPR. W 1980 zaangażował się w działalność „Solidarności”, został członkiem komitetu założycielskiego związku na swoim wydziale, brał udział w opozycyjnych manifestacjach. W lutym 1982 został internowany, uczestniczył w proteście głodowym, zwolniono go w kwietniu tegoż roku. Współpracował z wydawnictwami drugiego obiegu jako publicysta „Komunikatów” i „Z dnia na dzień” oraz współredaktor pisma „Basia”.
W 1989 stanął na czele wrocławskiego Centrum Demokratycznego. W latach 1990–1994 był wiceprzewodniczącym rady miejskiej we Wrocławiu. Działał w Bezpartyjnym Bloku Wspierania Reform, był wiceprezesem tego ugrupowania, przewodniczącym rady programowej i kandydatem do Sejmu. W 1995 kandydował w wyborach uzupełniających do Senatu, w 1997 do Sejmu z listy Bloku dla Polski, w 2002 z ramienia Wrocławskiego Forum Samorządowego na prezydenta Wrocławia (zajął 8. miejsce spośród 10 kandydatów), a w 2018 z listy Bezpartyjnych Samorządowców do sejmiku dolnośląskiego. W 2019 wystartował z ramienia tego ugrupowania do Sejmu.

## Wybrane publikacje
- Koncepcje polityki zagranicznej konserwatystów polskich w latach 1918–1926, Wrocław 1988[5].
- Między buntem a ugodą. Kształtowanie się poglądów politycznych Józefa Ignacego Kraszewskiego, Wrocław 2001.
- Historia powszechna. Wiek XX (współautor Jakub Tyszkiewicz), Warszawa 2010.